# Lichtgestaltung
Lichtgestaltung ist ein seit den 1960er Jahren wichtiger Bereich in Theater und Oper (Bühnenbeleuchtung) sowie Architektur und Innenarchitektur.
Durch den technischen Fortschritt der Leuchten und der Steuerungstechnik können
immer anspruchsvollere Gestaltungen bzw. Aufgabenstellungen umgesetzt werden. Sie ist ein Teilaspekt der Veranstaltungsbeleuchtung.

## Theater

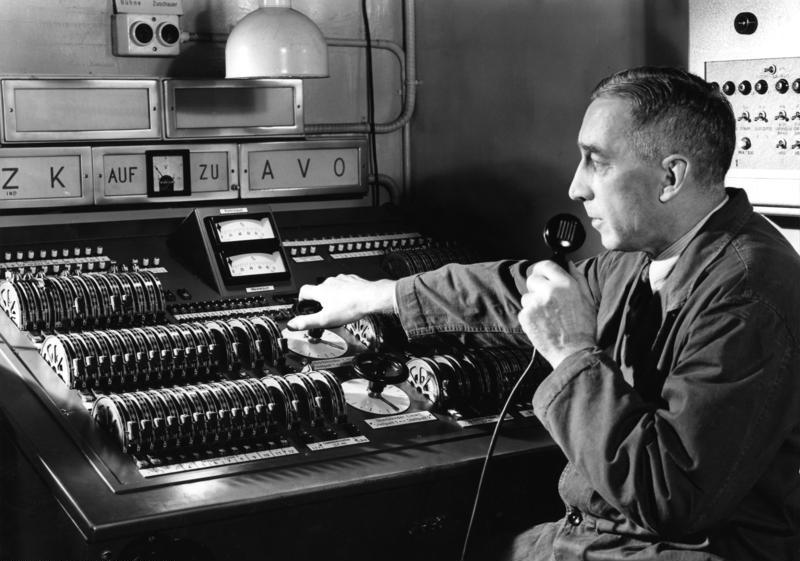
Bühnenbeleuchtungspult, Hamburger Staatsoper, 1957

Der Beruf des Lichtgestalters (engl. Lighting Designer) wird zuerst in den angloamerikanischen Ländern, später über die Niederlande kommend auch in den deutschsprachigen Ländern zum Ausbildungsberuf.
Traditionell wurde auf der Bühne die Lichtgestaltung vom Bühnenbildner und/oder dem Regisseur bestimmt. Der Beleuchtungsmeister war für die technische Umsetzung der Wünsche des Regieteams zuständig. Wenige Beleuchtungsmeister errangen sich ein eigenständiges gestalterisches Profil (als erster in Deutschland wohl Max Keller an den Münchner Kammerspielen, und Leute wie Hanns Haas und Heinrich Brunke (mit Robert Wilson)).
Heute rekrutieren sich Bühnen-Lichtgestalter sowohl aus dem 'handwerklichen' Bereich (Beleuchter, Beleuchtungsmeister) als auch aus diversen Studienrichtungen und aus der freien Theaterszene.

## Architektur
Im Architekturbereich wurde die Lichtgestaltung traditionell durch den Architekten bzw. den Innenarchitekten durchgeführt. Spezialisierte Planer berechnen die entsprechend verschiedener Normen einzuhaltenden Beleuchtungsstärken und die dafür notwendige Technik. Heute existieren auf Architektur-Lichtgestaltung spezialisierte Büros, die vor allem bei Großprojekten zum Einsatz kommen. Seltener werden in diesem Bereich Theater-Lichtgestalter engagiert.
Weder Lichtgestalter noch Lighting Designer ist eine geschützte Berufsbezeichnung.

## Ausbildung
Lichtgestaltung für Gebäude und Außenräume wird zumeist als Nebenaspekt im Architekturstudium vermittelt. Das Brandi Institute for Light and Design in Hamburg bietet eine berufsbegleitende Ausbildung für Lichtdesigner an. Das Programm ist konzipiert als Zusatzqualifikation für Architekten, Ingenieure und Innen- und Landschaftsarchitekten.
Ab Februar 2021 bietet das Institut für Innenarchitektur an der Hochschule Luzern - Technik und Architektur ein CAS Lichtgestaltung an. In diesem CAS werden umfangreiche Kompetenzen in der Gestaltung von Räumen mit Kunst- und Tageslicht vermittelt.